# Keller István
Keller István – Stefano Keller (1953. május 27. –) magyar származású svájci eszperantista, wikipédista, 2010–2013 és 2013–2016 között az Eszperantó Világszövetség (UEA) elnökségének tagja volt. 2016. április 22-én mondott le.

## Életútja
Stefano Keller, aki az 1970-es évek óta aktív eszperantista, tanári és pszichopedagógia  diplomával rendelkezik. Az eszperantó mellett angolul, franciául és németül beszél.

## Fordítás
- Ez a szócikk részben vagy egészben  a   Stefano Keller című eszperantó Wikipédia-szócikk ezen változatának fordításán alapul.  Az eredeti cikk szerkesztőit annak laptörténete sorolja fel. Ez a jelzés csupán a megfogalmazás eredetét és a szerzői jogokat jelzi, nem szolgál a cikkben szereplő információk forrásmegjelöléseként.